# 日本製罐
日本製罐株式会社（にほんせいかん）は、埼玉県さいたま市北区吉野町二丁目に本社を置く金属缶の中堅メーカーである。JFEコンテイナーと業務提携をしている。

## 沿革
- 1925年9月 - 川俣製罐所を設立。
- 1942年11月 - 日本製罐株式会社を買収し、現社名に変更。
- 1943年11月 - 帝都錻力製罐株式会社を合併。
- 1957年12月 - 株式会社玉川を合併。
- 1963年12月 - 東京証券取引所2部上場。
- 1979年6月 - 加藤製罐株式会社を合併。
- 1999年3月 - 太陽製罐株式会社を子会社化。
- 2012年4月 - 子会社の太陽製罐株式会社がJFE製缶株式会社（JFEコンテイナーの子会社）との共同持株会社・JNMホールディングス株式会社を設立。
- 2013年4月 - JNMホールディングス株式会社が、JFE製缶株式会社・太陽製罐株式会社を吸収合併し、新生製缶株式会社へ商号変更（この時点では同社は持分法適用関連会社）。
- 2016年7月 - 新生製缶株式会社を子会社化。

## 事業所
- 本社工場 - 埼玉県さいたま市北区吉野町二丁目
- 千葉工場 - 千葉県山武郡九十九里町